# Староладожский историко-архитектурный и археологический музей-заповедник
Староладожский историко-архитектурный и археологический музей-заповедник — государственное бюджетное учреждение культуры Ленинградской области федерального значения.
Музей-заповедник размещён на территории 160 гектаров в селе Старая Ладога Волховского района Ленинградской области. Экспозиционно-выставочная площадь — 2274 м². Включает более 150 памятников истории и архитектуры VIII—XIX веков на обоих берегах реки Волхов.
Существует (в качестве краеведческого музея) с 15 июля 1971 года. В штате состоят 46 сотрудников и 7 научных работников.
Победитель конкурса «Меняющийся музей в меняющемся мире» 2009 года.

## История
Древнейшая постройка относится к 753 году (по датировке дендрохронологии), как поселение скандинавов, которое локализуется на части Земляного городища (изучено около 2,5 тысяч квадратных метров). В 760-е — 770-е годы компонентом населения городища стали восточные славяне. В конце VIII — начале IX веков опорный пункт на пути "из варяг в греки". Вероятно, в конце 830-х — начале 840-х годов было начато строительство Варяжской улицы (на левом берегу реки Ладожка). Согласно "Повести временных лет" Старая Ладога первоначальное место княжение Рюрика в 862 году. По версии Новгородской первой летописи младшего извоза, здесь в 912 году был погребён князь Олег Вещий. С середины X века Старая Ладога превратилась в древнерусское поселение с постоянным присутствием варягов (вплоть до начала XI века). В 1019—1050 годах оно являлось центром личных владений киевской княжны Ирины (Ингигерды), супруги Ярослава Владимировича Мудрого. В 1114 году к северу от Земляного городища была заложена Староладожская крепость. В 1580-е годы крепость была перестроена.

### Предыстория создания
Археологическое изучение крепости и городища начались в начале XVIII  века. Крупные раскопки ведутся с 1880-х годов (Н.Е. Бранденбург, Н.И. Репников, В.И. Равдоникас, В.П. Петренко, Е.А. Рябинин, А.Н. Кирпичников и другие). С 1959 года, с перерывами, ведётся реставрация крепости. К 2015 году были восстановлены Воротная, Климентовская и Стрелочная башни, с пряслами стен между ними. 
В XIX веке Старая Ладога, расположенная недалеко от Санкт-Петербурга, стала местом путешествий многих русских художников. В гости к местному коллекционеру Алексею Томилову приезжали Орест Кипренский, Иван Айвазовский, Николай Рерих, Борис Кустодиев, которые создали множество картин с видами этих мест. В 1896 году увидел свет капитальный труд Николая Бранденбурга «Старая Ладога».

### Учреждение музея
Хотя идея создания музея в Старой Ладоге возникла ещё в начале XX века, первые музейные экспозиции открылись в Ладожской крепости только 15 июля 1971 года. 25 июля 1984 года решением Совмина РСФСР № 999-р краеведческий музей получил статус историко-архитектурного и археологического музея-заповедника федерального значения.

## Архитектурные памятники
- Каменные сооружения Староладожской крепости;
- Церковь Святого Георгия с фресками 2-й половины XII века, новгородской школы, в том числе древне-русское изображение "Чуда Георгия о змие" в диаконнике;
- Земляное городище VIII—XVI веков;
- Деревянная церковь Святого Димитрия Солунского XVII в.  Объект культурного наследия народов РФ федерального значения. Рег. № 471510293510006 (ЕГРОКН). Объект № 4700000215 (БД Викигида)
- К югу от центра Старой Ладоги — комплекс Никольского мужского монастыря (основан вероятно в XIII веке), с Никольским собором построенном на основании храма 1209 — 1210 годов., колокольней 1692 года, церкви Иоанна Златоуста (1861-1873, по проекту архитектора А. М. Горностаева) с оградой.
- К северо-западу — изучены остатки 3 каменных храмов 2-й половины XII века.Памятник Рюрику и Олегу

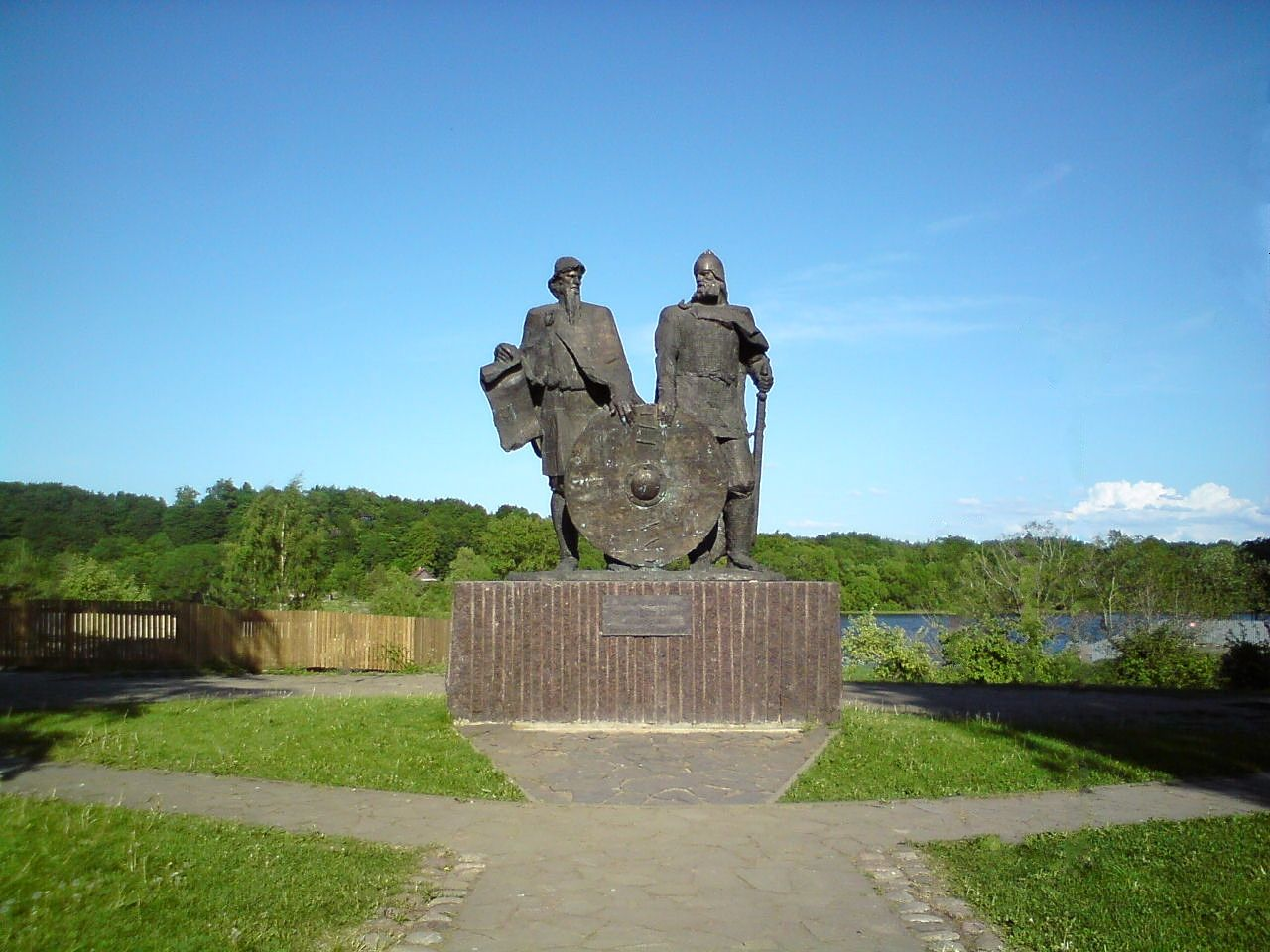
Памятник Рюрику и Олегу

- К северу от центра — комплекс Успенского женского монастыря (упоминается с XV века) с церковью Успения Пресвятой Богородицы (2-я половина XII века), хозяйственные постройки (все XIX века), больничным корпусом с домовой церковью Воздвижения Креста Господня (архитектор А. М. Горностаев). Близ Успенскогго монастыря кладбищенская церковь святого Алексия — человека Божия 1833 года. К северу от него — 5-главая церковь Рождества Иоанна Предтечи 1695 года, бывшего Иоанновского монастыря (упоминается с 1276 года).
- Усадьба Томилиных и Шварца — Успенское (2-х этажный дом XIX века).
- В деревне Чернавино, на правом берегу реки Волхов, сохранилась церковь Святого Василия Кесарийского 1620 года, бывшего Васильевского монастыря.
- Исследовались поселения на городище в устье реки Любша (III—V, VII—IX, XIII—XIV веков).
- Многочисленные группы сопок (VIII—X веков).
- Курганы урочища "Плакун" (IX—X веков)
- В 2015 году открыт памятник Рюрику и Олегу (скульптор О. Н. Шоров).

## Деятельность

### Экспозиции
В коллекцию музея входит более 132 тыс. предметов, 124 тыс. из них представлены в экспозиции и входят в основные фонды музея:
- Фонд живописи, графики и скульптуры (собраны работы В. Вильнера, Л. Костенко, С. Чепика, Т. Козьминой, семьи Баженовых и другие[5])
- Фонд фресок и строительных материалов
- Фонд археологии
- Фонд иконописи и церковной утвари
- Историко-бытовой фонд
- Фонд документов и фотодокументов
- Фонд редкой книги
- Фонд Нумизматики

Сотрудниками музея проведена реставрация уникальных фресок XII века в церкви Св. Георгия. На территории продолжаются археологические раскопки и реставрационные работы.
К наиболее значимым собраниям относятся: неолитическая коллекция А. А. Иностранцева — 1884 ед. хр.; весовые гирьки X—XI веков — 11 ед. хр.; археологическая коллекция VIII—XIII веков — 21668 ед. хр.; коллекция фрагментов фресок церкви Георгия XII века — на площади 50 м²; коллекция фрагментов фресок церкви Успения XII века — на площади 10 м².
Также функционируют картинная галерея и научная библиотека.

### Издания музея
- Сборник материалов «Чтения памяти Анны Мачинской»
- периодическое научное издание «Староладожский сборник»
- Сборник «Ладожская хроника»
- Дивинец Староладожский. — СПб, 1997 г.
- Современность и археология. — СПб, 1997 г.
- Ладога и эпоха викингов. — СПб, 1998 г.
- Староладожский сборник. — СПб, 1998 г.
- Ладога и Северная Европа. — СПб, 1996 г.
- Ладога и религиозное сознание. — СПб, 1997 г.
- Материалы докладов и сообщений «Эпоха викингов в Восточной Европе в памятниках нумизматики VIII—XI вв.»
- Васильев Б. Г. Монументальная живопись Старой Ладоги XII века
- А. Н. Кирпичников, В. Д Сарабьянов. Старая Ладога. Первая столица Руси.
- А. Н. Кирпичников, В. Д. Сарабьянов. Старая Ладога. Первая столица Руси. Иллюстрированная историко-культурная и археологическая книга (на русском и английском языках). СПб., Славия, 2013 г.
- А. Н. Кирпичников, Л. А. Губчевская. Старая Ладога. История и достопримечательности.
- А. Н. Кирпичников, Л. А. Губчевская. Старая Ладога. История и достопримечательности. СПб., Славия, 2012 г.
- Васильев Б. Г. Староладожский Свято-Успенский девичий монастырь
- Игнатенко В. Ф. Усадьба Успенское. Люди и судьбы. Генеалогия дворянских родов: Томиловы и Шварцы.
- Ладога и Ладожская земля в эпоху средневековья Выпуск 1
- Селин А. А. «Ладога при Московских царях»[6][7].

### Конференции, семинары, мероприятия
Ежегодно проводится научная конференция «Чтения памяти Анны Мачинской». Также проводятся частые не регулярные конференции и семинары посвященные истории, культуре, религии. В Ладожской крепости проходит фольклорный праздник «Венок Славы Александра Невского»